# هارولد اچ. برتون
هارولد اچ. برتون (به انگلیسی: Harold H. Burton) سناتور سابق عضو حزب جمهوری‌خواه ایالات متحده آمریکا بود. وی در سال ۱۹۴۱ تا ۱۹۴۵ میلادی سناتور ایالت اوهایو در سنای ایالات متحده آمریکا بود.